# Rob Buiter
Rob Buiter (Heemstede, 1966) is wetenschapsjournalist en hoofdredacteur van De Levende Natuur.
Na zijn opleiding aan de Wageningen Universiteit, waar hij in 1990 afstudeerde op de ontwikkeling van een predictortest voor gorilla's, is hij als freelancer gaan werken voor diverse geschreven media en als verslaggever voor het NPO Radio 1-programma Vroege Vogels. Daarnaast schrijft hij voor Trouw en diverse andere media, over natuur, milieu en medische wetenschap.
Sinds 2022 geeft hij leiding aan de redactie van het oudste natuurtijdschrift van de Lage Landen, De Levende Natuur, het blad dat in 1896 werd opgericht door Jac. P. Thijsse, Eli Heimans en Jasper Jaspers.